# Drosophila suzukii
Drosophila suzukii, обычно называемая пятнистокрылой дрозофилой, является плодовой мушкой. Естественным ареалом вида является Юго-Восточная Азия. В России данный вид также называется дрозофилой Судзуки или азиатской ягодной дрозофилой. Дрозофила Судзуки была впервые описана в 1931 г. Мацумурой, в Японии он был обнаружен еще в 1916 г. Т. Канзавой. Дрозофила Судзуки является опасным вредителем плодовых культур и представляет серьезную экономическую угрозу для мягких летних фруктов, включая вишню, чернику, малину, ежевику, персики, нектарины, абрикосы, виноград и другие. В качестве инвазивного вида становится крайне опасным сельскохозяйственным вредителем в странах Америки и Европы, поскольку заражает плоды на ранней стадии созревания, в отличие от других видов дрозофил, заражающих только гниющие плоды. Россельхознадзор проводит ежегодные контрольные фитосанитарные обследования территории страны с целью исключения риска присутствия данного объекта. По решению Евразийской экономической комиссии № 158 от 30 ноября 2016 года данный вид входит в единый перечень карантинных объектов Евразийского экономического союза. Продолжаются исследования, изучающие конкретную угрозу, которую дрозофила Судзуки представляет для этих сельскохозяйственных культур.

## Распространение
Исходным ареалом D. suzukii являются регионы Северо-Восточной Азии (Китай и Корея). Этот вид оказался быстро распространяющимся вредителем. Вскоре она была обнаружена в Японии. В 2008 году ее присутствие впервые отмечено в Калифорнии и других штатах США. Через пять лет данный вредитель был выявлен уже в 24 штатах США и Канаде. В последние годы о присутствии этой мушки сообщили садоводы из 12 стран Европейского союза, и ее распространение в Европе продолжается. В Великобритании наличие D. suzukii впервые было обнаружено в 2012 году.

### Проникновение на территорию России
В 2014 году дрозофила Судзуки была обнаружена в Крыму. В районах Сочи первые экземпляры D. suzukii были обнаружены в июне 2017 года, еще два в сентябре 2017 года, а в сентябре 2020 года ученые поймали 44 мухи. Таким образом, установлен факт проникновения дрозофилы Судзуки в Краснодарский край.

## Экономическое значение
В отличие от других плодовых мушек, дрозофила Судзуки имеет пильчатый яйцеклад, позволяющий ей проделывать отверстия в относительно прочной кожуре плодов на ранней стадии созревания, а не только в перезревшие и подгнившие плоды, как это делают другие мушки. Список плодов, в которых могут расти личинки, включает виноград, вишню, малину, ежевику, чернику, персики, клубнику — всего 84 вида растений 19 различных семейств. Ввиду этого дрозофила Судзуки чрезвычайно опасна с экономической точки зрения из-за ущерба, наносимого целому ряду сельскохозяйственных культур. Кроме того, она также весьма опасна и с точки зрения человеческого здоровья: съев плод, зараженный ее ядовитыми личинками, человек получит тяжелое отравление.
Ущерб, наносимый дрозофилой Судзуки сельскохозяйственным культурам, увеличивается в результате неожиданного обстоятельства - обнаружено, что другой инвазивный вид, африканская инжирная муха (Zaprionus indianus), использует её, чтобы закрепиться в новом для себя регионе. Для это Zaprionus indianus использует отверстия, проделанные дрозофилой Судзуки, чтобы отложить в те же ягоды собственные яйца. Самостоятельно она проделать это не смогла бы, так как у неё нет зазубренного яйцеклада, как у дрозофилы Судзуки. Кроме того, в отверстия, проделанные дрозофилой Судзуки, в поврежденные ягоды проникает плесень, что также усиливает наносимый ей экономический ущерб.

## Галерея

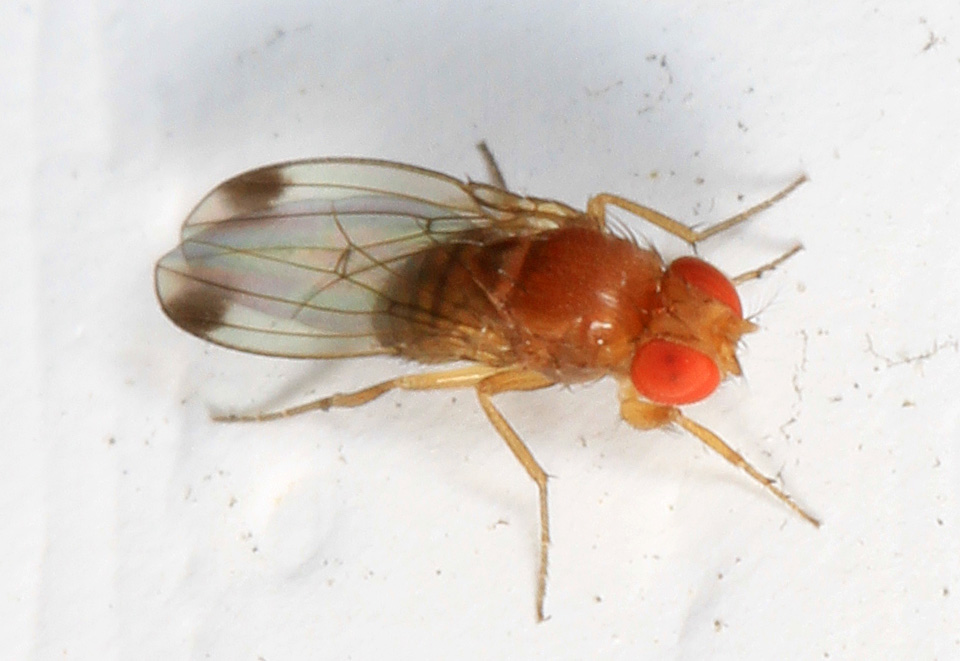
Самец Drosophila suzukii, на кончиках крыльев заметны темные пятна
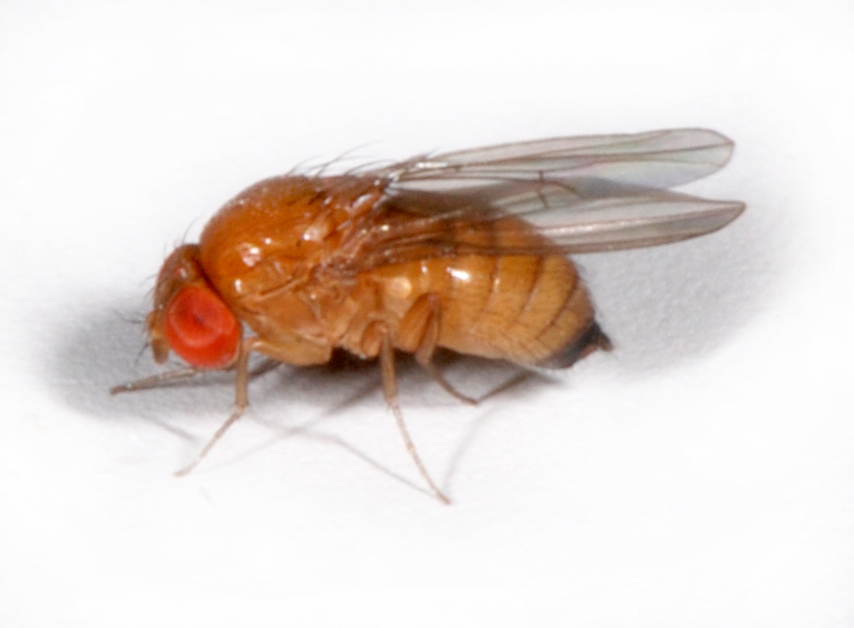
Самка Drosophila suzukii, на кончиках крыльев пятен нет
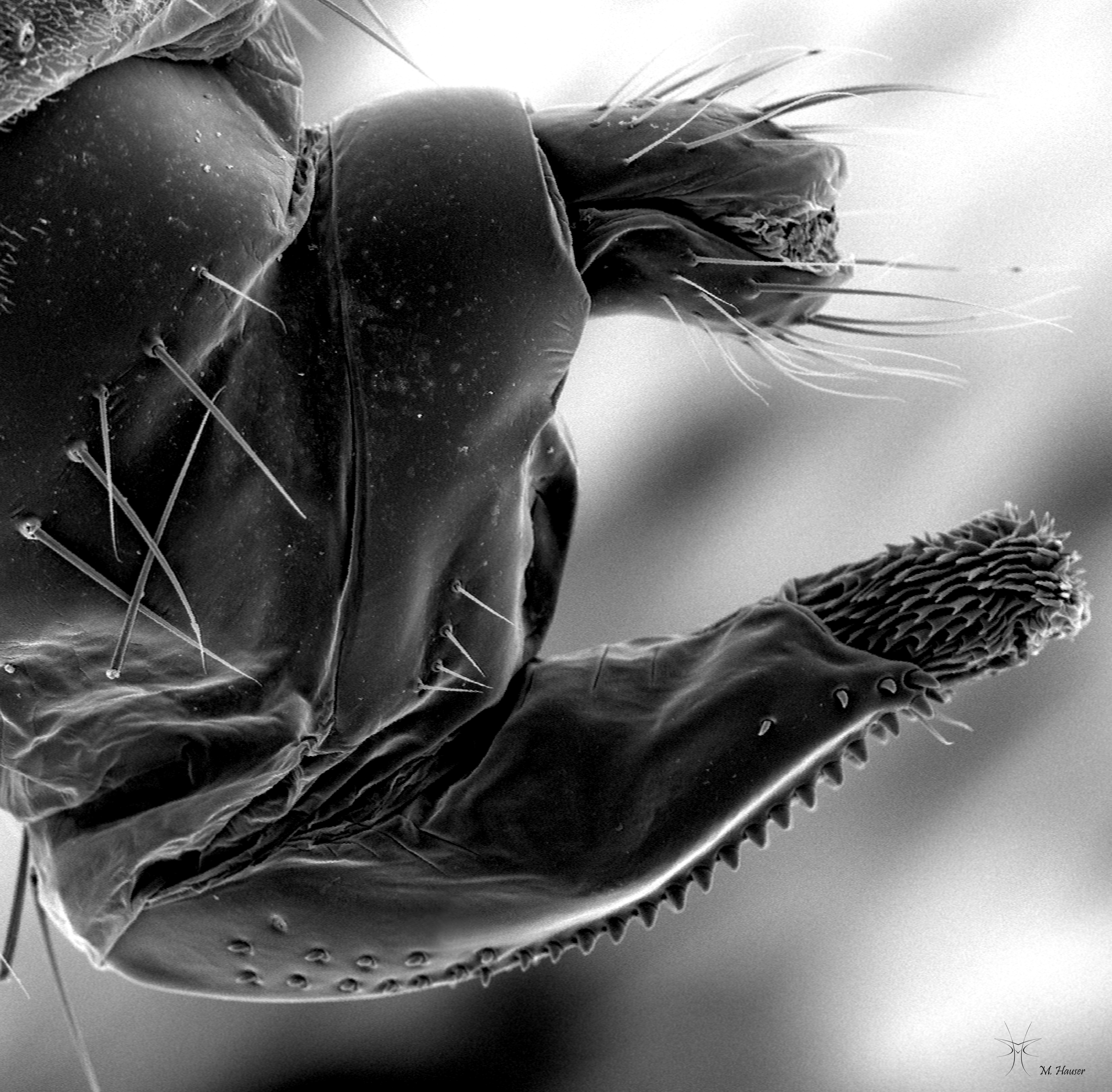
Изображение с электронного микроскопа яйцеклада самки Drosophila suzukii
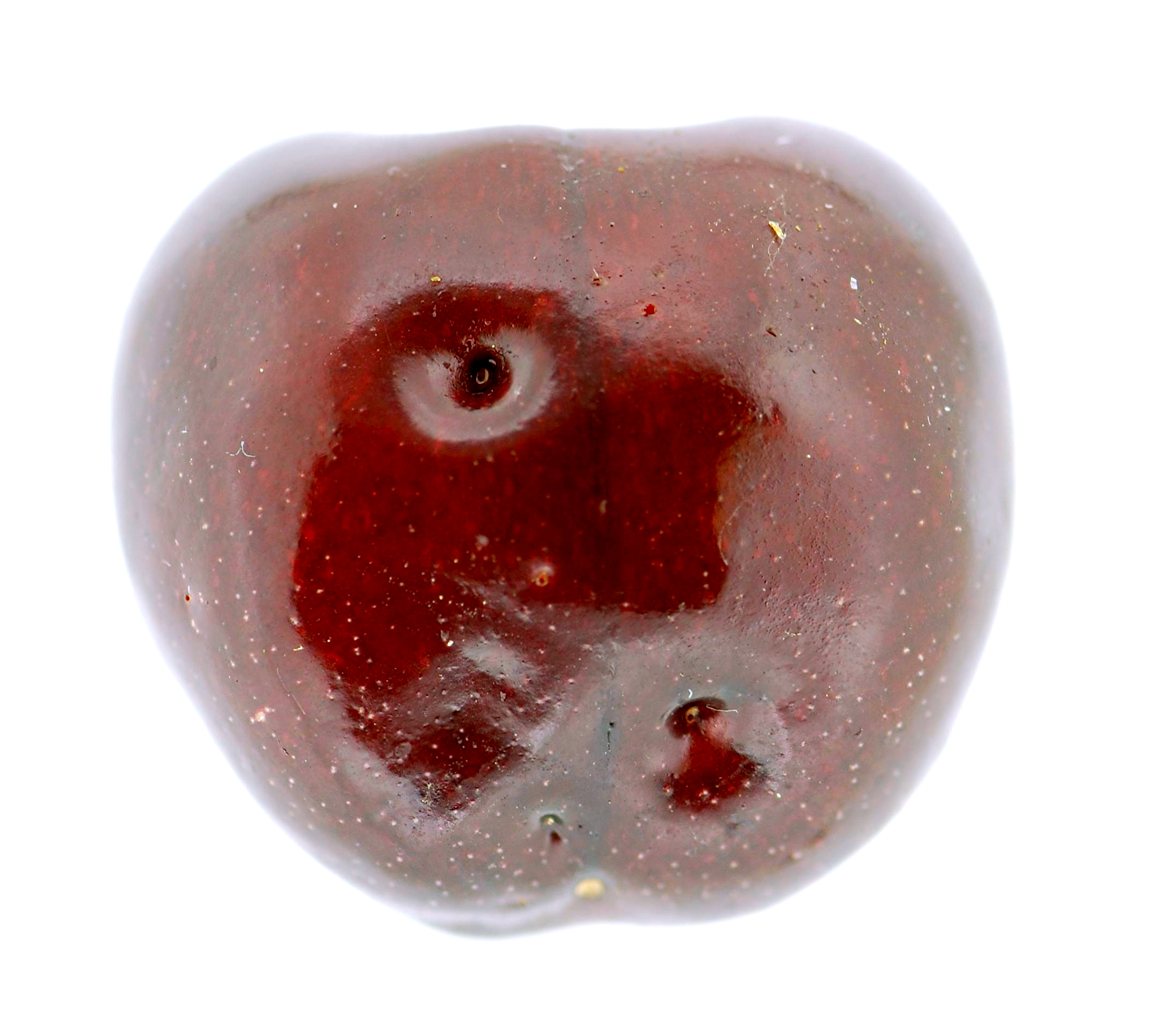
Вишня, поврежденная яйцекладом Drosophila suzukii

## См.также
- Инвазивные виды в России